# Индийский кабан
Индийский кабан (лат. Sus scrofa cristatus) — подвид кабана, обитает в Индии, Непале, Бирме, западном Таиланде и на острове Шри-Ланка.

## Описание
Индийский кабан отличается от своего европейского подвида своей большой гривой, которая проходит в гребне вдоль его спины от головы до нижней части тела, большим, более острым и прямым черепом, его меньшими, более острыми ушами и общим более легким телосложением. Он выше и более редкошерстный, чем европейская форма, хотя его задняя щетина гораздо более развита. Хвост также более хохлатый, а щеки более волосатые. Взрослые измеряют от 83,82 до 91,44 см в высоте плеча (с одним экземпляром в Бенгалии, достигшим 38 дюймов) и пяти футов в длине тела. Вес колеблется от 90,72 до 136,08 кг.

## Индийский кабан и люди
Животное взаимодействовало с людьми в Индии, по крайней мере, с верхнего палеолита, причем самым древним изображением была пещерная живопись в Бхимбетаке, и он иногда появляется в ведической мифологии. В рассказе брахманов Индра убивает жадного кабана, который украл сокровища асуров, а затем отдаёт его тушу Вишну, который приносит её в жертву богам. В пересказе этой истории в «Чарака Самхите» кабан описывается как форма Праджапти и приписывается тому, что он поднял землю из первобытных вод. В Рамаяне и Пуранах один и тот же Кабан (Вараха) изображается как аватар Вишну.